# Rhyncolus reflexus
Rhyncolus reflexus är en skalbaggsart som beskrevs av Karl Henrik Boheman 1838. Rhyncolus reflexus ingår i släktet Rhyncolus, och familjen vivlar. Arten har ej påträffats i Sverige.